# Vincenzo Angiulli
Vincenzo Angiulli (Ascoli Satriano, 1747 – Napoli, 1819) è stato un matematico italiano.

## Biografia
Fu professore di matematica nella Reale Accademia della Nunziatella di Napoli. Nel 1770 pubblicò Discorso intorno agli equilibrj, che rappresenta una tappa importante nell'evoluzione della meccanica razionale tra newtoniani e bernoulliani. 
Egli divenne socio, a soli 23 anni, dell'Accademia Clementina e dell'Istituto delle Scienze di Bologna.

## Opere
- Discorsi intorno agli equilibri, Napoli, 1770, presso la stamperia Simoniana, in 8°.